# Bibliotieka imieni Lenina
Bibliotieka imieni Lenina (ros. Библиотека имени Ленина - Biblioteka im. Lenina) – stacja metra w Moskwie, na linii Sokolniczeskiej. Stacja została otwarta 15 maja 1935.